# سوق الثلاثاء (أبها)
سوق الثلاثاء بأبها أحد أبرز المعالم التاريخية في مدينة أبها جنوب السعودية، ويعد من أقدم الأسواق الشعبية في المنطقة. ويتميز السوق بحضور قوي للمنتجات الشعبية، ويديره مجموعة كبيرة من كبار السن.

## نبذة
ويقع سوق الثلاثاء بجانب إمارة منطقة عسير، وبجوار مسرح قصر المفتاحة، ويرتاده عدد كبير من أهالي المنطقة وخاصة في يوم الثلاثاء والذي تسرع فيه وتيرة البيع والشراء. وقد افتتحه الأمير خالد الفيصل في 7\6\1416 هـ، وقد تم بنائه على شكل بيضاوي حتى يستوعب أعداد زواره ورواده، ويضم بداخله أكثر من مائتي دكان وبسطة يعرض فيها الباعة معروضاتهم بشكل جميل.

## تاريخ السوق
كان سوق الثلاثاء وهو أقدم أسواق منطقة عسير يقام في "رأس أملح غرب حي مناظر بأبها القديمة، وكان يعرف بسوق "ابن مدحان" حتى عام 1242هـ نسبة إلى جد عشيرة آل مدحان التي كانت تسكن حي مناظر في ذلك الحين، وقد كان الناس يتوافدون إلى هذا السوق لقضاء احتياجات منازلهم بحكم أن السوق أسبوعي ولا يوجد مكان آخر يقضون منه حاجياتهم سوى دكاكين صغيرة وقليلة. وكان الشراء يخضع لظروف وأحوال الناس كل بحسب قدرته، وقد كانت العملة المتداولة آنذاك إما الريال الفرنسي أو المقايضة في السلع، وقد كان الباعة يأتون إلى السوق قبل موعده بيومين أو ثلاثة؛ خاصة البعيدون عنه يسوقون أمامهم مواشيهم ودوابهم وهي تحمل ما يرغبون تسويقه من حبوب وثمار، وكان السوق في البداية يقام حتى الظهر ثم بعد نشاطه وزيادة حركته اضطر الباعة ان يستمروا حتى المغرب وعند موعد صلاة الظهر كان بعضهم بعد الصلاة يذهب لتناول الغداء عند اقاربه لعدم وجود مطاعم.

## سبب التسمية
لقد سمي بسوق الثلاثاء نسبة إلى قيامه كل يوم ثلاثاء من كل أسبوع ويسميه العوام سوق «الثلوث».